# Grattacielo di via Vittorio Veneto
Il grattacielo di via Vittorio Veneto, altrimenti noto come grattacielo Bibbiani, è un edificio del XX secolo alla Spezia.
L'edificio per abitazioni risale al 1927 e si trova in via Vittorio Veneto, 19, nella zona destinata alla nuova espansione edilizia all'inizio del XX secolo.

## Architettura
Il progetto, degli architetti Raffaello Bibbiani e Giorgio Guidugli, è caratterizzato da un eclettico stile déco con alcune citazioni neogotiche.

Ad accentuarne la verticalità, tre piani hanno finestrature aggettanti a bovindo.
L'apparato decorativo, dovuto ad Augusto Magli, è caratterizzato da raffigurazioni zoomorfe nelle mensole dei balconi e dei bovindi, nelle cordonature che accompagnano la facciata e nei pilastrini del fastigio: si notano granchi, mostri incatenati, vittorie alate.
Quattro paraste sostengono altrettante statue marmoree a tutto tondo, intervallate da medaglioni scolpiti. Il fastigio, sorretto da cinque mensole zoomorfe, sostiene una serie di otto telamoni.
Il porticato sul fronte stradale reca tuttora i decori originali del soffitto.

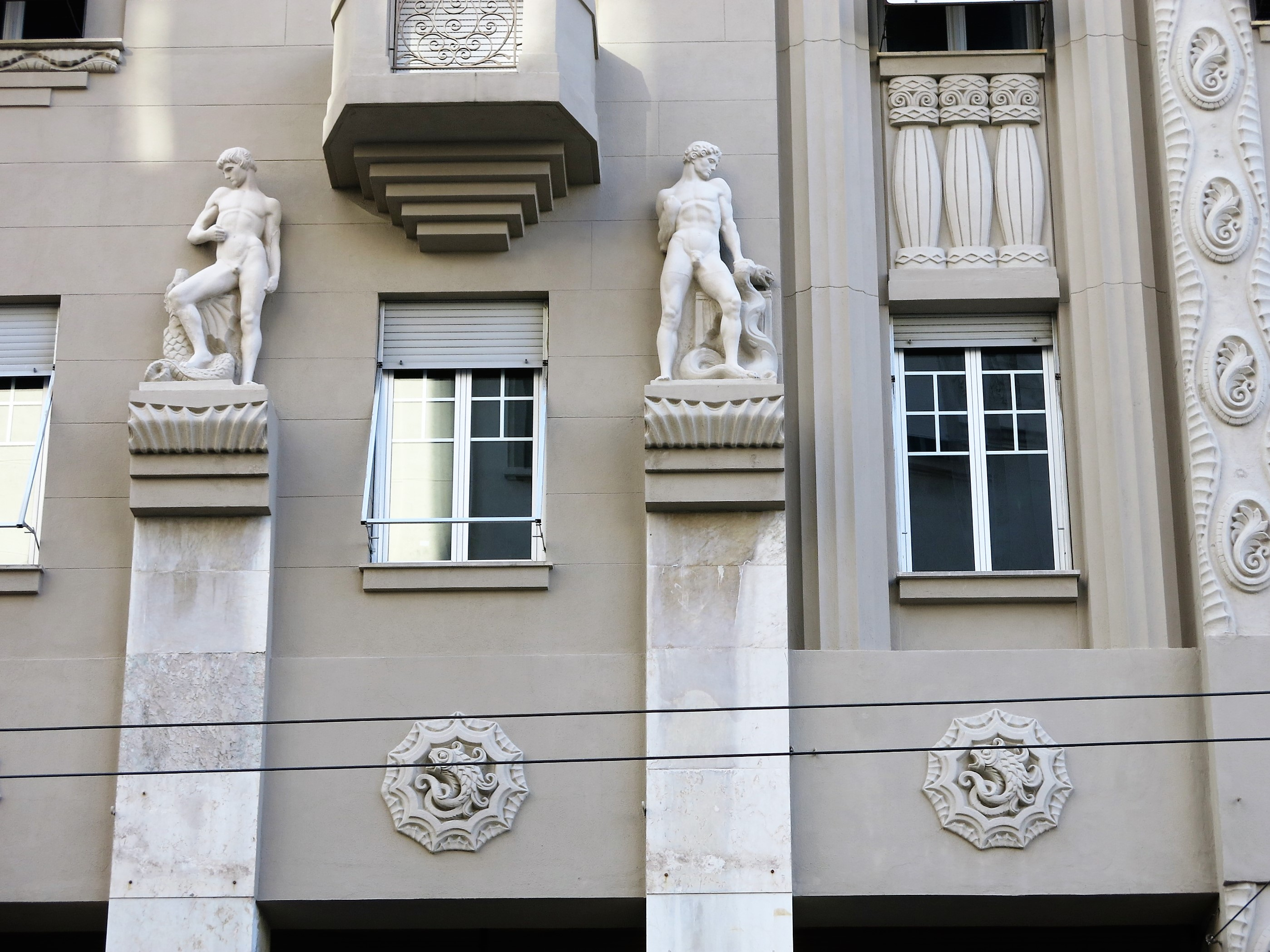
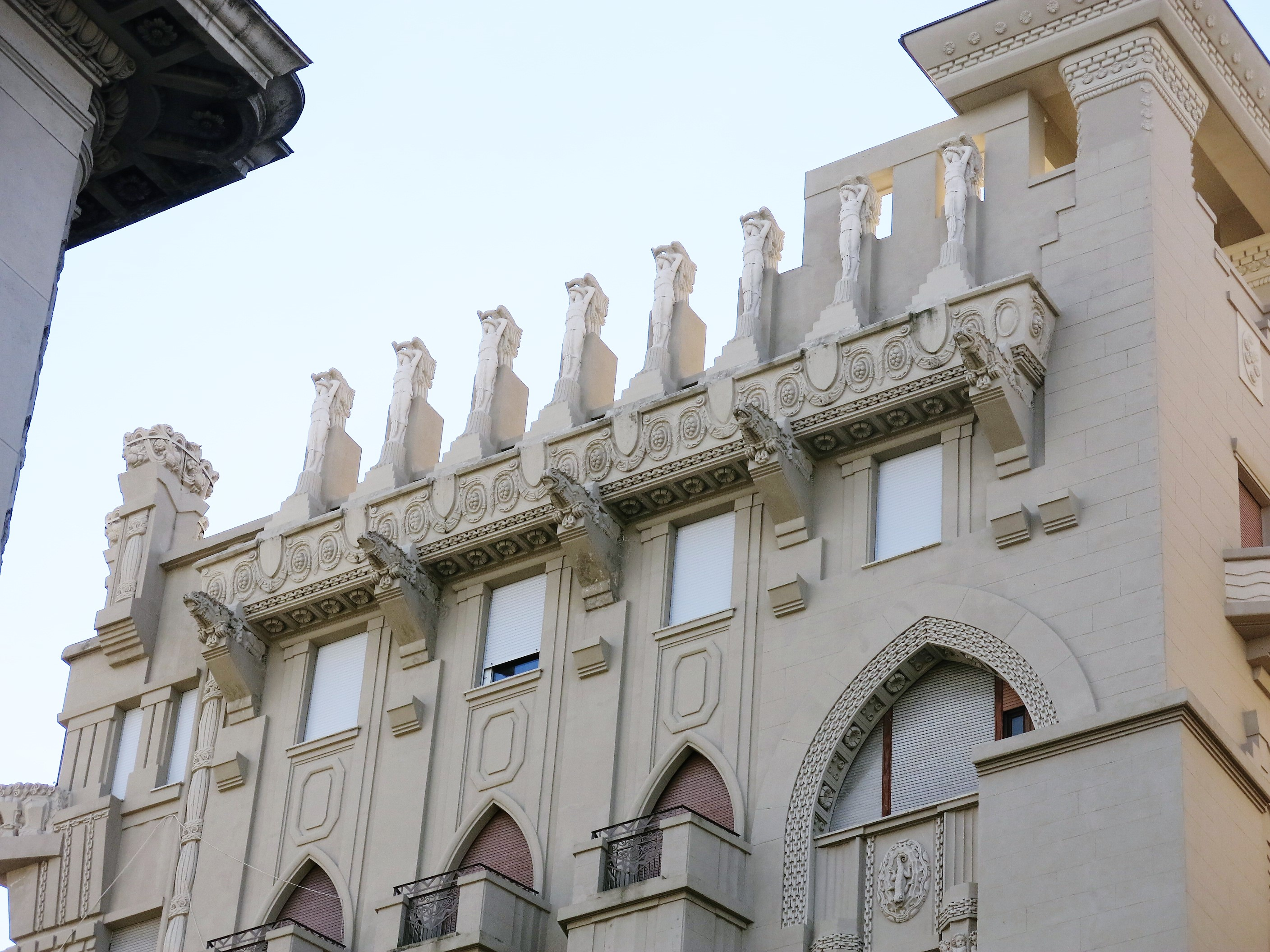
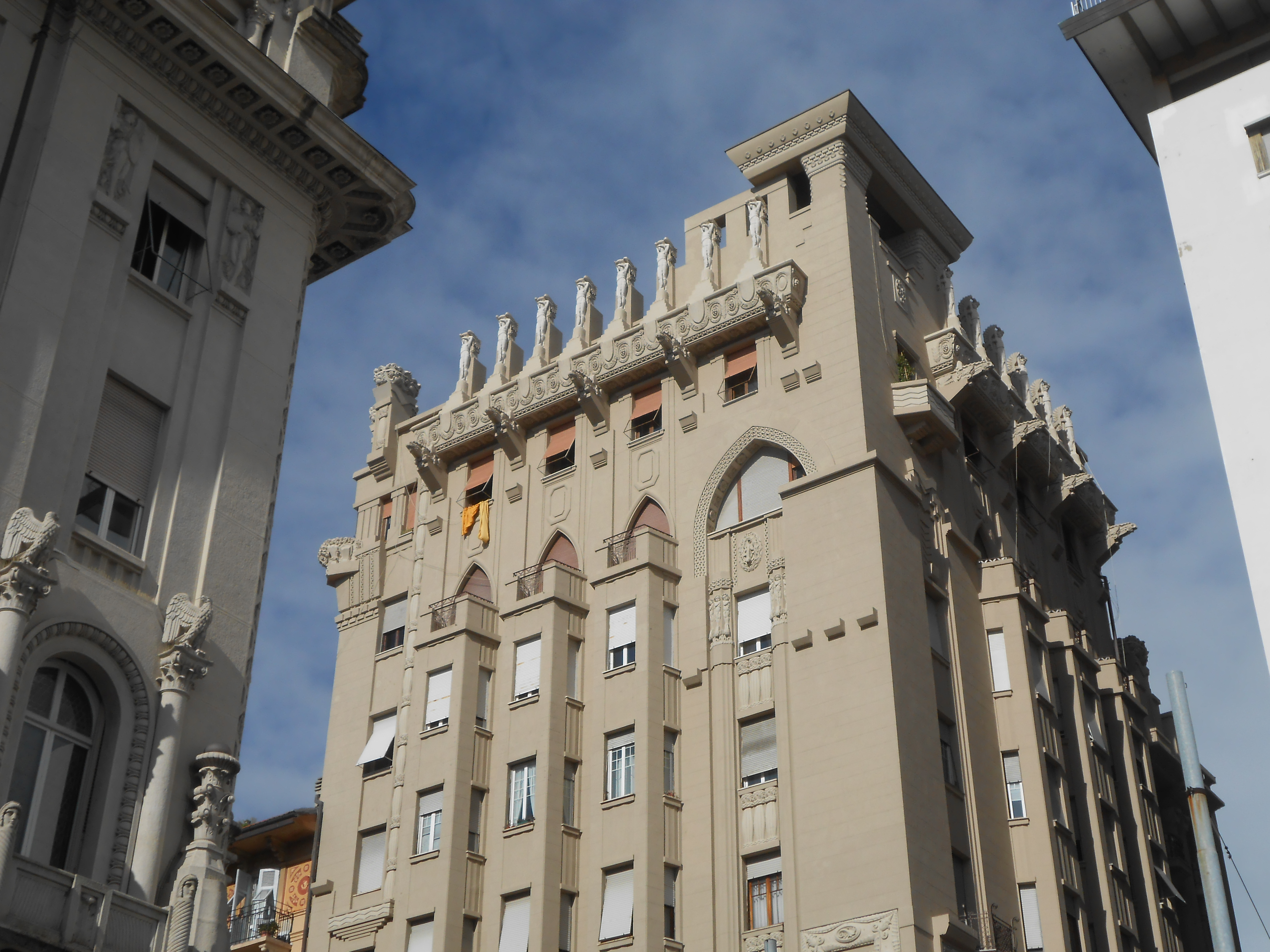